# Giovanni Magi
Giovanni Magi (Asciano, 1850 circa – post 1887) è stato uno scultore italiano.

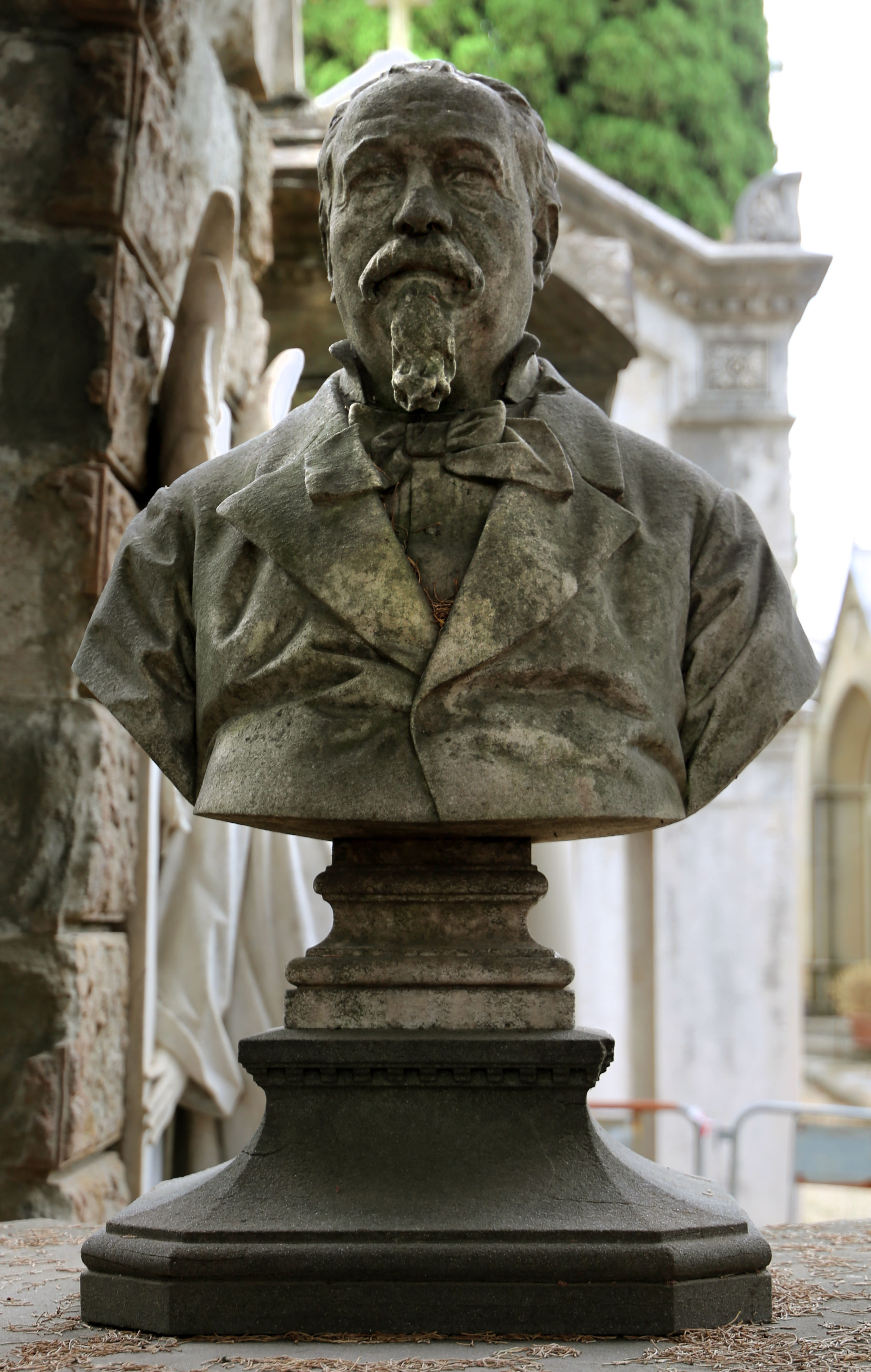
Monumento funebre del fotografo Giacomo Brogi, 1882, cimitero delle Porte Sante

Nipote di Luigi Magi, si formò con Tito Sarrocchi e lavorò per committenti privati (spesso per sculture desintate a monumenti funebri) e pubblici (rilievi per la decorazione della facciata di Santa Maria del Fiore; busto di Tommaso Pendola per la Sala del Risorgimento nel palazzo Pubblico di Siena). È ricordato come scomparso in giovane età.